# Ilvait
Ilvait ist ein eher selten vorkommendes Mineral aus der Mineralklasse der „Silikate und Germanate“. Es kristallisiert im monoklinen Kristallsystem mit der chemischen Zusammensetzung Ca(Fe2+)2Fe3+[O|OH|Si2O7] und entwickelt meist prismatische Kristalle, aber auch radialstrahlige und körnige bis massige Mineral-Aggregate von schwarzer bis schwarzgrauer Farbe bei schwarzer Strichfarbe.
Mit einer Mohshärte von 5,5 bis 6 gehört Ilvait zu den mittelharten Mineralen, die sich mit einer Stahlfeile ritzen lassen. Die Flächen der üblicherweise undurchsichtigen Kristalle weisen einen schwachen Metallglanz auf. Bruchflächen oder Aggregatformen sind dagegen matt. In dünnen Schichten ist Ilvait durchscheinend und zeigt einen starken Pleochroismus, das heißt je nach der Richtung, aus der der Lichtstrahl durch den Kristall fällt, ändert das Mineral seine Farbe von Dunkelgrün über Gelb-Braun bis Dunkelbraun.

## Etymologie und Geschichte

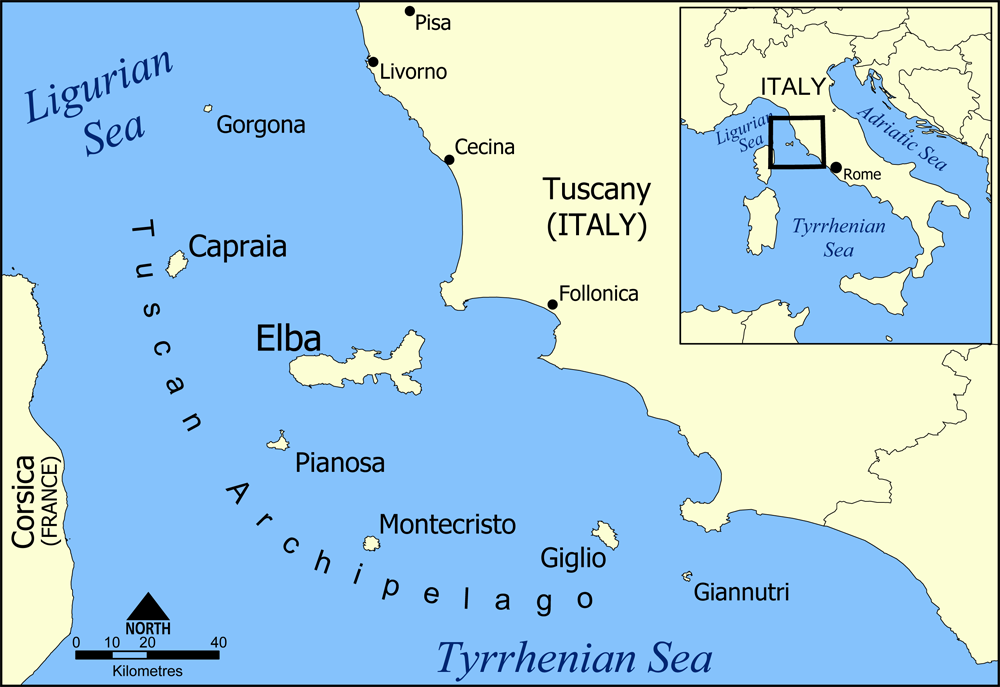
Lage der Insel Elba im Tyrrhenischen Meer

Bekannt wurde das Mineral bereits 1807 durch Claude-Hugues Le Lièvre (1752–1835), der sich zu dieser Zeit als Regierungskommissar auf der italienischen Insel Elba aufhielt und das Mineral bei einem seiner mineralogischen Streifzüge am Torre di Rio, einem Kliff südlich des Hafens von Rio Marina und in der Miniera di Capo Calamita bei Capoliveri entdeckte. Le Lièvre bezeichnete es zum Gedenken an die Schlacht bei Jena in Deutschland als Yenit. Aufgrund der politischen Nähe des gewählten Namens und der damit verbundenen möglichen Probleme wurde der Name in mineralogischen Kreisen kontrovers diskutiert und schließlich aufgegeben. Von Abraham Gottlob Werner wurde das Mineral 1812 in Lieverit umbenannt, zu Ehren von dessen Entdecker und seinen insgesamt vielen Verdiensten im Bereich der Mineralogie.

Seinen bis heute gültigen Namen Ilvait erhielt das Mineral jedoch 1811 durch Henrich Steffens, der das Mineral nach der alten Bezeichnung Elbas Ilva nach den dort früher lebenden Ilvaten benannte. Den Namen Yenit lehnte er zutiefst ab mit den Worten: 

„Wir haben die höchst unschickliche Benennung der französischen Mineralogen, die sogar eine politische Beziehung haben sollte, welche man durch eine Verstümmelung des Worts (Yenit statt Jenit) sonderbar genug zu heben suchte, zu verdrängen für nöthig gehalten. Es ist höchst bedauernswürdig, wenn nationale Schwächen so thörigter Art sich in die ernsthaften wissenschaftlichen Beschäftigungen eindrängen.“

Da der Ilvait bereits lange vor der Gründung der International Mineralogical Association (IMA) bekannt und als eigenständige Mineralart anerkannt war, wurde dies von ihrer Commission on New Minerals, Nomenclature and Classification (CNMNC) übernommen und bezeichnet den Ilvait als sogenanntes „grandfathered“ (G) Mineral. Die ebenfalls von der IMA/CNMNC anerkannte Kurzbezeichnung (auch Mineral-Symbol) von Ilvait lautet „Ilv“.
Ein Aufenthaltsort für das Typmaterial des Minerals ist nicht dokumentiert.

## Klassifikation
Bereits in der veralteten 8. Auflage der Mineralsystematik nach Strunz gehörte der Ilvait zur Mineralklasse der „Silikate“ und dort zur Abteilung der „Gruppensilikate (Sorosilikate)“, wo er zusammen mit Lawsonit die „Lawsonit-Ilvait-Gruppe“ mit der Systemnummer VIII/B.05 bildete.
In der zuletzt 2018 überarbeiteten Lapis-Systematik nach Stefan Weiß, die formal auf der alten Systematik von Karl Hugo Strunz in der 8. Auflage basiert, erhielt das Mineral die System- und Mineralnummer VIII/C.10-020. Dies entspricht der Klasse der „Silikate“ und dort der Abteilung „Gruppensilikate“, wo Ilvait zusammen mit Cortesognoit, Hennomartinit, Itoigawait, Lawsonit, Manganilvait und Noelbensonit eine unbenannte Gruppe mit der Systemnummer VIII/C.10 bildet.
Die von der International Mineralogical Association (IMA) zuletzt 2009 aktualisierte 9. Auflage der Strunz’schen Mineralsystematik ordnet den Ilvait in die erweiterte Klasse der „Silikate und Germanate“, dort aber ebenfalls in die Abteilung „Gruppensilikate (Sorosilikate)“ ein. Diese ist allerdings weiter unterteilt nach der Struktur der Silikatgruppen. Das Mineral ist hier entsprechend seinem Aufbau in der Unterabteilung „Si2O7-Gruppen mit zusätzlichen Anionen; Kationen in oktaedrischer [6]er- und größerer Koordination“ zu finden, wo es zusammen mit Manganilvait die „Ilvaitgruppe“ mit der Systemnummer 9.BE.07 bildet.
In der vorwiegend im englischen Sprachraum gebräuchlichen Systematik der Minerale nach Dana hat Ilvait die System- und Mineralnummer 56.02.03.03. Auch dies entspricht der Klasse der „Silikate“ und dort der Abteilung „Gruppensilikate: Si2O7-Gruppen und O, OH, F und H2O“. Hier findet er sich innerhalb der Unterabteilung „Gruppensilikate: Si2O7-Gruppen und O, OH, F und H2O mit Kationen in [4] und/oder >[4]-Koordination“ in der „Lawsonit-Ilvait-Gruppe“, in der auch Lawsonit, Hennomartinit, Noelbensonit, Itoigawait und Manganilvait eingeordnet sind.

## Kristallstruktur
Ilvait kristallisiert monoklin in der Raumgruppe P21/a (Raumgruppen-Nr. 14, Stellung 3) mit den Gitterparametern a = 13,01 Å; b = 8,80 Å; c = 5,85 Å und β = 90,2° sowie 4 Formeleinheiten pro Elementarzelle.

## Eigenschaften
Vor dem Lötrohr schmilzt Ilvait leicht zu einer schwarzen, glasartigen und magnetischen Kugel. In Salzsäure (HCl) zersetzt sich Ilvait.

## Bildung und Fundorte

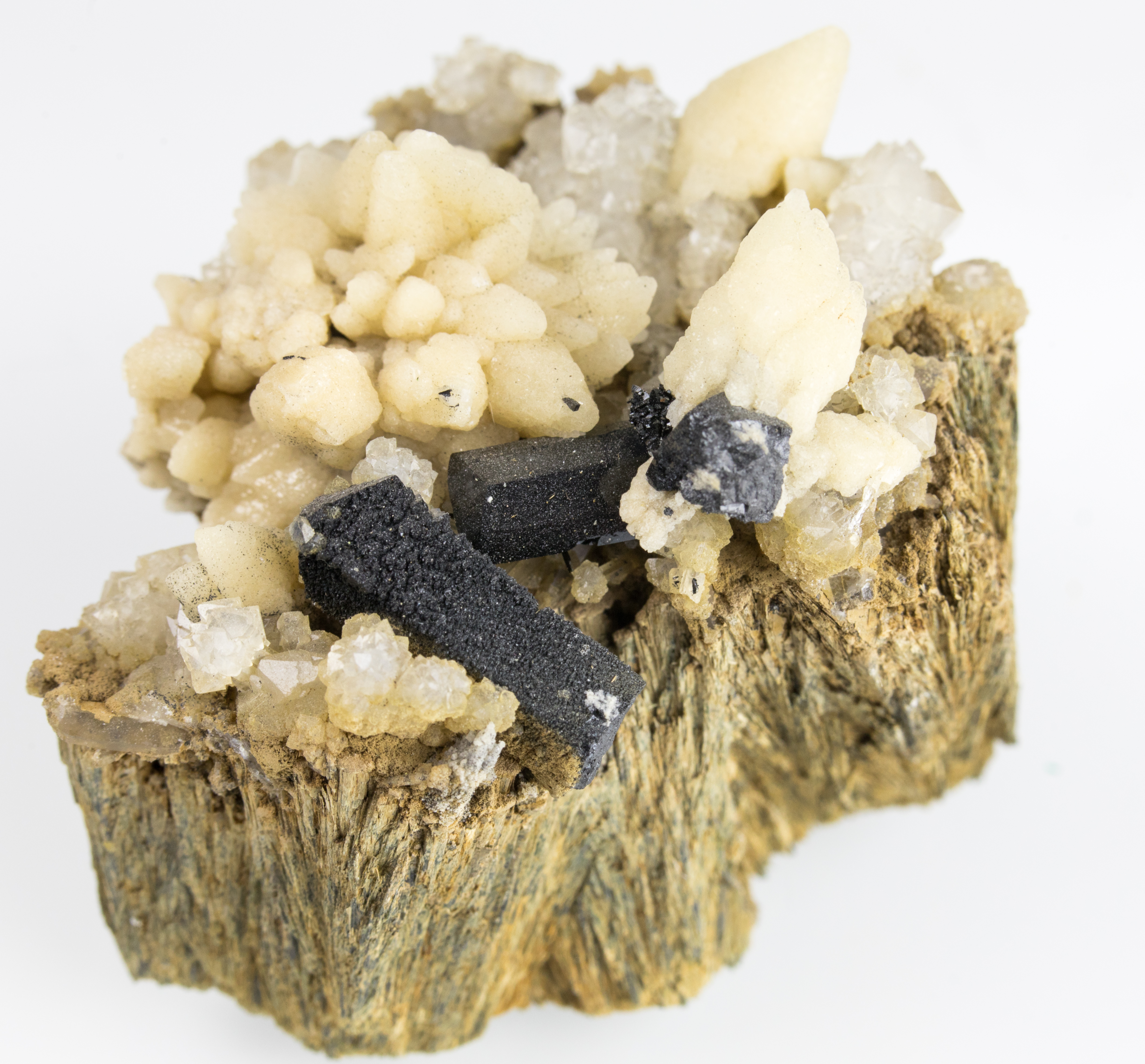
Ilvait mit Calcit (weiß) und Quarz (farblos im Hintergrund) aus Dalnegorsk, Russland
(Größe: 4,5 cm × 3,5 cm × 3,1 cm)

Ilvait bildet sich in kontaktmetasomatischen Gesteinen und Eisenlagerstätten, in metamorphen Limoniten und Dolomit. Begleitminerale sind unter anderem Quarz, Magnetit, Hedenbergit, Sphalerit und Fluorit.
Als relativ seltene Mineralbildung kann Ilvait an verschiedenen Fundorten zum Teil zwar reichlich vorhanden sein kann, insgesamt ist er aber wenig verbreitet. Weltweit sind bisher etwas mehr als 200 Vorkommen dokumentiert (Stand 2024). Neben seiner Typlokalität bei Rio Marina trat das Mineral in Italien noch an mehreren Orten der Provinzen Livorno und Grosseto in der Toskana, auf Sardinien und am Monzoni in Trentino sowie in den Provinzen Salerno (Kampanien), Genua (Ligurien), Sondrio und Varese (Lombardei), Turin und Verbano-Cusio-Ossola (Piemont) auf.
Erwähnenswert aufgrund außergewöhnlicher Ilvaitfunde ist unter anderem die Insel Serifos in Griechenland, wo bis zu 30 cm lange Kristalle gefunden wurden. An seiner Typlokalität Rio Marina traten immerhin noch bis zu 10 cm lange Kristalle zutage.
In Deutschland fand sich Ilvait unter anderem bei Seelbach (Herborn) in Hessen, bei Bad Harzburg und Clausthal-Zellerfeld in Niedersachsen, bei Ahrbrück in Rheinland-Pfalz sowie an mehreren Orten des sächsischen Erzgebirges.
In Österreich wurde das Mineral bisher nur bei Freienberg (Gemeinde Stubenberg) in der Steiermark und an der Islitz Alp im Umbaltal in Tirol gefunden und in der Schweiz bisher nur bei Marmorera (Graubünden) und im Binntal (Wallis).
Weitere Fundorte sind Argentinien, Australien, Bolivien, Bulgarien, Chile, China, Kanada, Frankreich, Grönland, Island, Indien, Japan, Kosovo, Mexiko, Mongolei, Neuseeland, Norwegen, Rumänien, Russland, Slowakei, Südafrika, Schweden, die Ukraine, England im Vereinigten Königreich (Großbritannien) sowie die Vereinigten Staaten von Amerika (USA).